# Minoische Villa von Sklavokambos

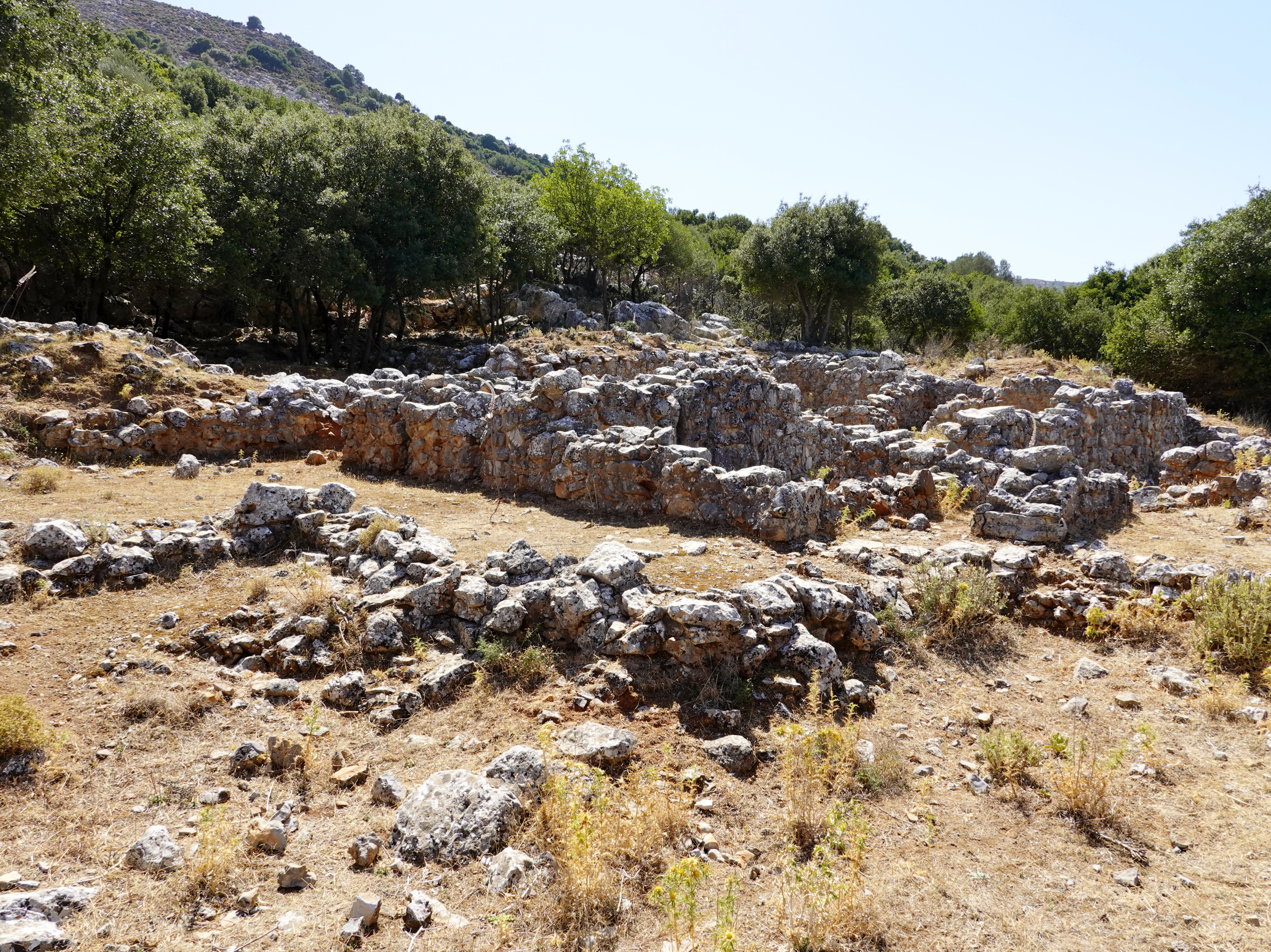
Ausgrabungsstätte von Sklavokambos

Die Minoische Villa von Sklavokambos (griechisch Μινωική έπαυλη Σκλαβόκαμπου Minoiki epavli Sklavokambou) bezeichnet eine archäologische Ausgrabungsstätte im zentralen Teil der griechischen Insel Kreta. Sie befindet sich in der Gemeinde Malevizi (Μαλεβίζι) des Regionalbezirks Iraklio, ungefähr 13 Kilometer südwestlich der Inselhauptstadt Iraklio. Der Gattungsbegriff „Minoische Villa“ umschreibt einen Gebäudetyp, der weitgehend auf die Neupalastzeit der minoischen Kultur beschränkt ist.

## Lage

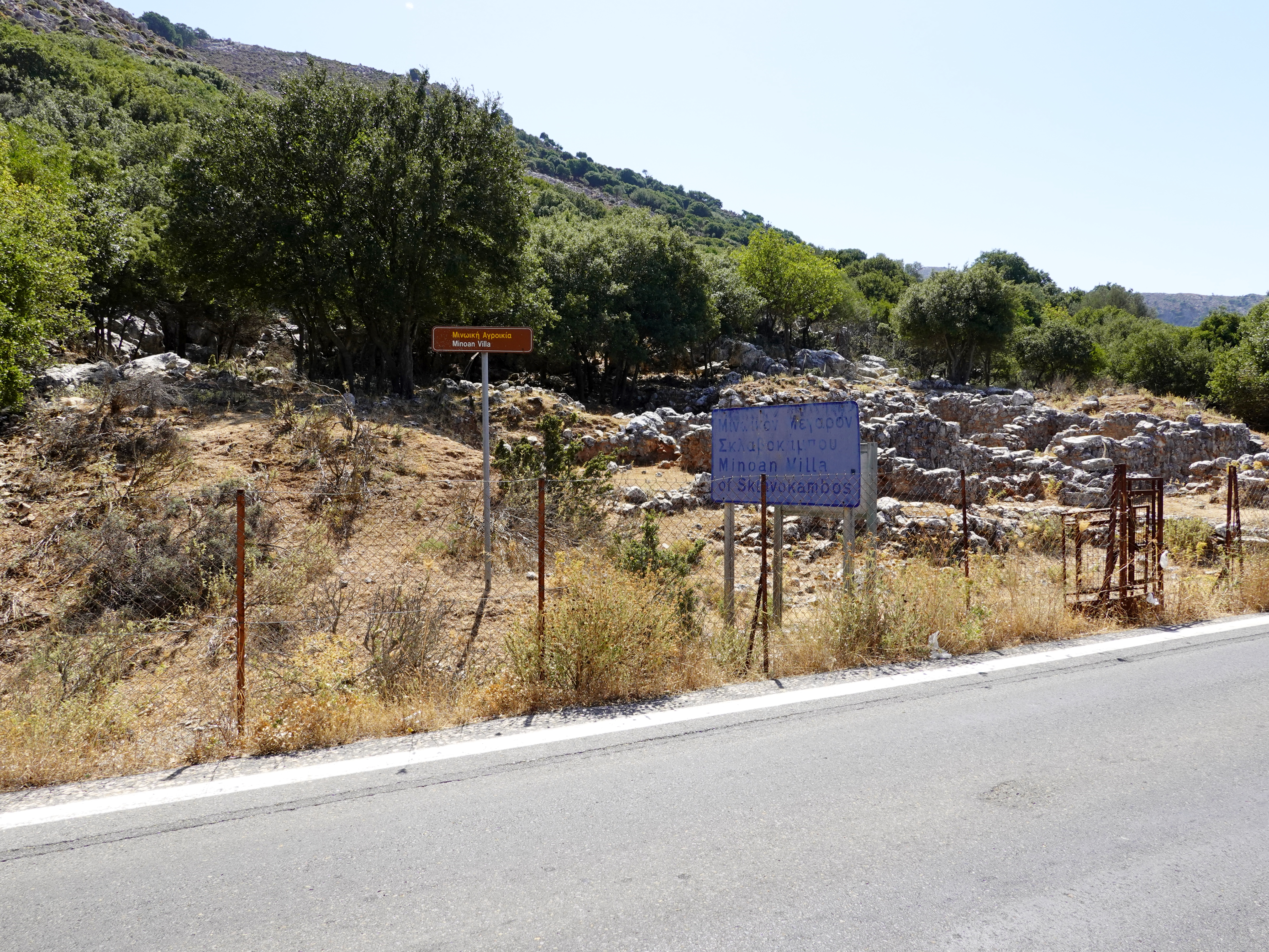
Lage an der Straße

Die Überreste der „Minoischen Villa“ von Sklavokambos (Σκλαβόκαμπος) befinden sich auf einer Höhe von 422 Meter am südlichen Rand eines durchschnittlich 650 Meter hohen Hochplateaus. Sie wurden 1930 beim Bau der Straße von Iraklio nach Anogia (Ανώγεια) entdeckt und liegen zwischen den Orten Tylissos (Τύλισος) und Gonies (Γωνιές). Der Standort der archäologischen Stätte befindet sich südlich oberhalb eines nicht ständig wasserführenden Baches in einem engen Tal. Die Nordküste Kretas im Nordosten bei Linoperamata (Λινοπεράματα) am Ägäischen Meer ist 9,8 Kilometer entfernt. Das Gebäude ist fast in Nord-Süd-Richtung ausgerichtet. Teile der „Villa“ wurden beim Bau der Straße zerstört.

## Geschichte und Beschreibung
Nach der Entdeckung der Gebäudereste wurden in den 1930er Jahren durch den Archäologen Spyridon Marinatos Rettungsgrabungen durchgeführt. Die „Minoische Villa“ erstreckt sich auf einer Fläche von 28 × 20 Meter. Die Mauern aus Kalkstein sind bis zu einer Höhe von 2,5 Meter erhalten. Sie bestehen aus Bruchsteinen und bearbeiteten Steinen und haben eine Dicke zwischen 0,4 und 0,9 Meter. Das ehemals zweigeschossige Gebäude umfasste ein Heiligtum, Lager-, Wohn- und Nebenräume in Verbindung mit Korridoren, Treppen und Balkonen.

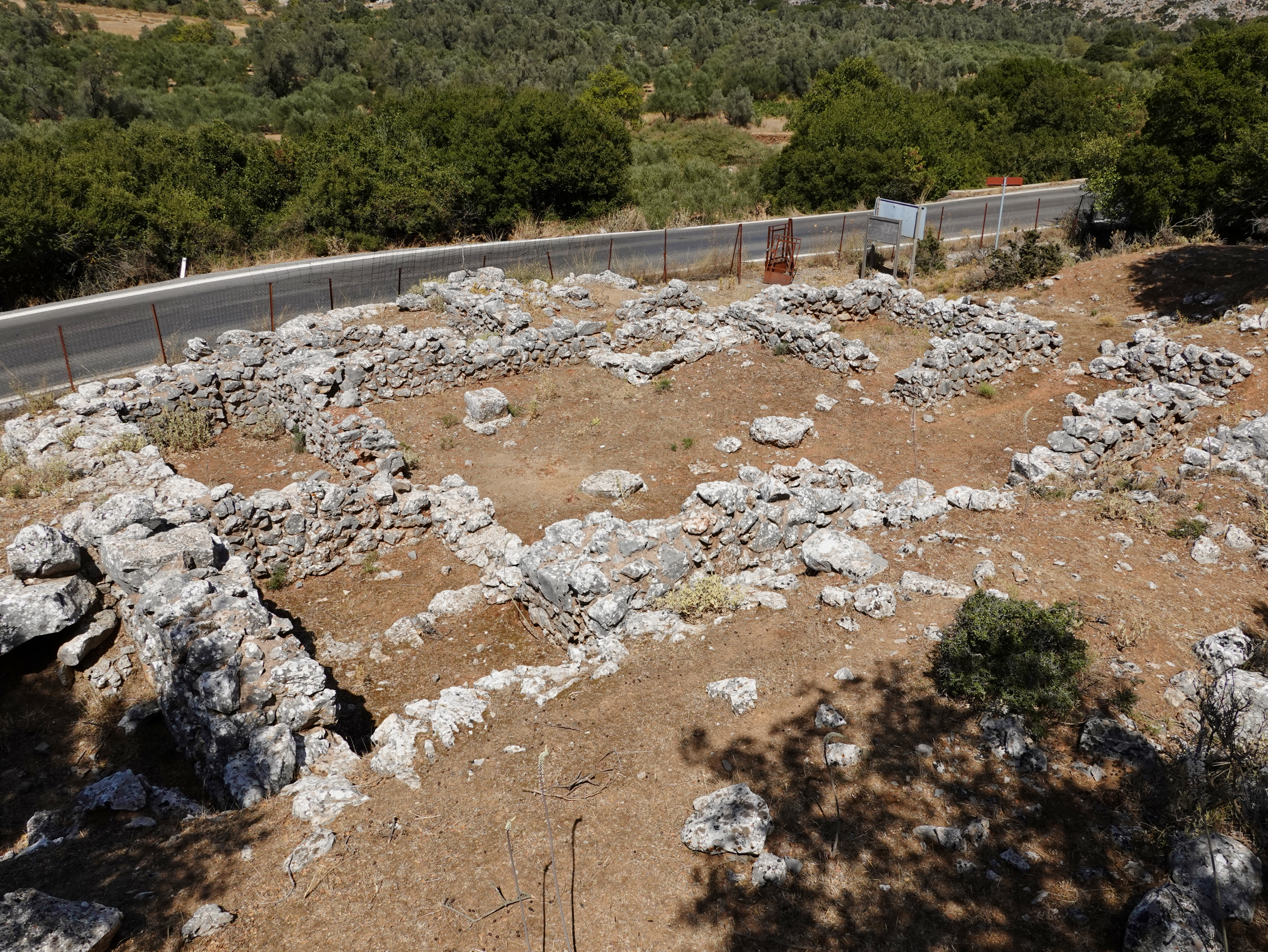
Südwestteil des Gebäudes

Neben neolithischen Keramikfragmenten sind Tongefäße mittelminoischer Keramikphasen aus älteren Siedlungsaktivitäten dokumentiert. Hinzu kommen stilistische Übereinstimmungen bestimmter Pithoi mit Objekten aus dem Palast von Phaistos und aus dem Haus der Fresken in Knossos. In der auf diesen älteren Siedlungsresten errichteten „Villa“ wurden Tongefäße der Keramikphasen MM III, SM I A und SM I B gefunden. Mutmaßlich erfolgte die Errichtung des Gebäudes nicht vor dem Beginn der Keramikphase SM I A. Die Zerstörung der „Minoischen Villa“ erfolgte wahrscheinlich während der Phase SM I B durch einen Brand.
Der Eingang zum Gebäude der „Villa“ befand sich wahrscheinlich an einem Innenhof an der Ostseite. Er hatte zwei Türen, von denen die Sockel der Türpfosten erhalten sind. Einen Meter über dem Boden des Eingangs wurden bei den Ausgrabungen ein Steinhammer und ein menschlicher Fuß aus Ton, im anschließenden Raum 2 aufgehäuft 34 Tonsiegel und die Hälfte eines fast zylindrischen Gefäßes gefunden. Die Gegenstände stammen wahrscheinlich aus dem Obergeschoss und fielen beim Einsturz des Gebäudes in SM I B in die Fundposition. Abdrücke eines der Siegel wurden bis Gournia und Zakros im Osten Kretas sowie Agia Triada im Südwesten gefunden. Von der „Villa“ von Sklavokambis scheint die Kontrolle über die landwirtschaftlichen Aktivitäten der Gegend für den nahegelegenen Palast von Knossos ausgeübt worden zu sein.

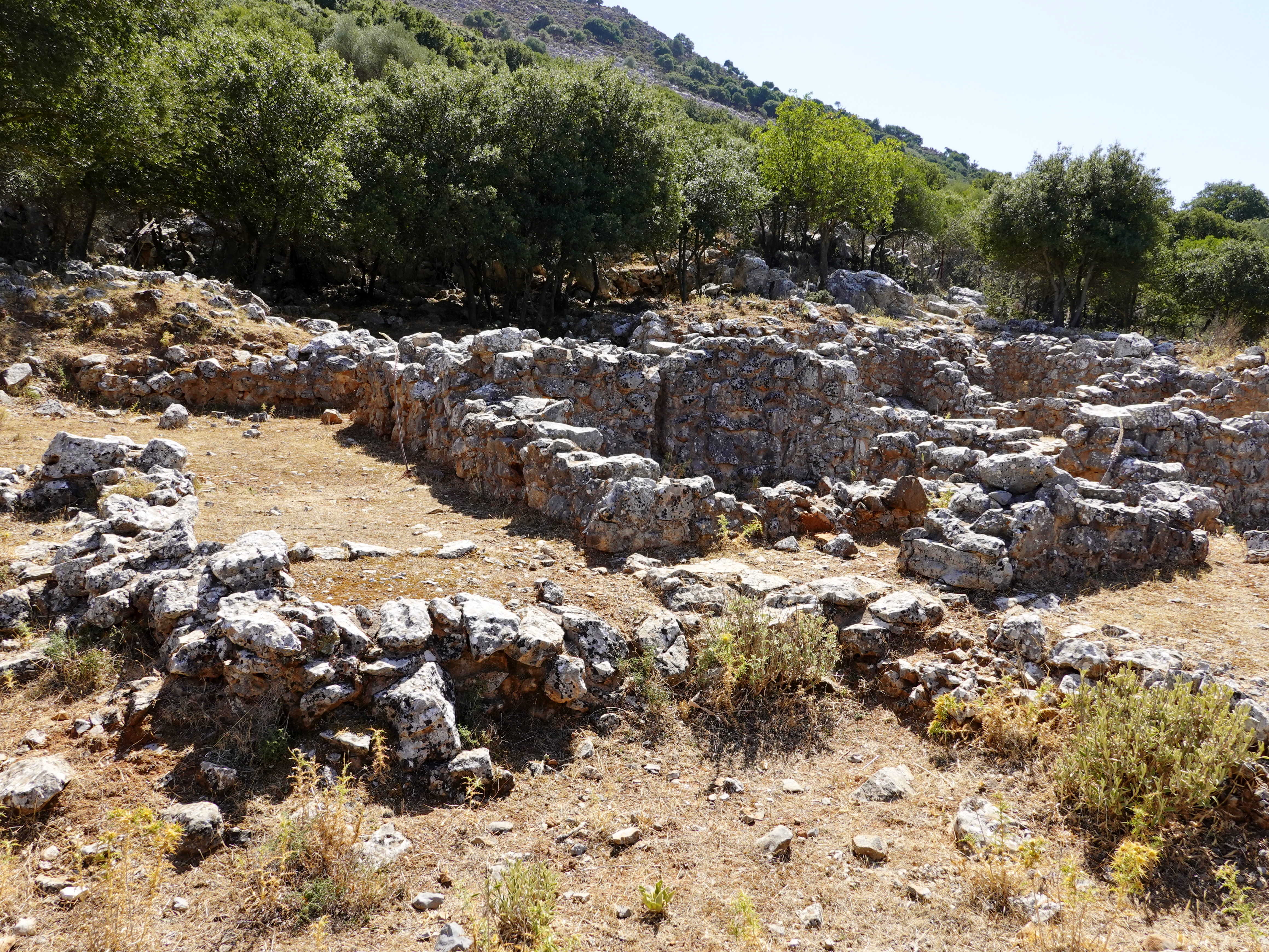
Räume 1 bis 10

Die Räume 2 und 3 sind so stark zerstört, dass nicht klar ist, wo sich ihre Eingänge befanden. Der nördlich des Eingangs der „Villa“ anschließende, 6,7 × 3,3 Meter große Raum 4 ist durch den Bau der Straße im nordöstlichen Teil weitgehend zerstört. Er wird für den Hauptraum des Gebäudes gehalten. Hier wurden der Tonkopf eines Stiers, ein Steinrhyton und Scherben eines großen Krugs gefunden. Die Ausgräber gingen davon aus, dass sich an der Südwand von Raum 4 im Erd- wie im Obergeschoss ein Polythyron befunden habe. Unten öffneten sich die Türen zu einem Ost-West-Korridor (Raum 5), an dessen nordwestlichem Ende eine Treppe nach oben führte. Unter dem östlichen Teil der Treppe wurde eine Toilette vermutet, da sich dort ein Loch mit einem Abfluss mit quadratischem Querschnitt nach Norden, vielleicht zum Bach, befand. In dem Abfluss fand sich ein Bronzedolch, in der Toilette zwei kugelförmige Tonobjekte.
Der kleine Raum neben dem Treppenaufgang, Raum 8, war mit einer dünnen Schicht schwarzer Asche bedeckt. Hier fanden sich viele henkellose Tassen, fast alle auf den Kopf gestellt, und ein tönerner Grill. Der Raum wird als kleiner Schrein interpretiert. Südlich des Korridors 5 befand sich der Eingang zu den Räumen 9 und 10, die teilweise durch eine Trennwand getrennt sind. Eine Verwendung der Räume ist unklar, da sie keine Fundstücke enthielten.

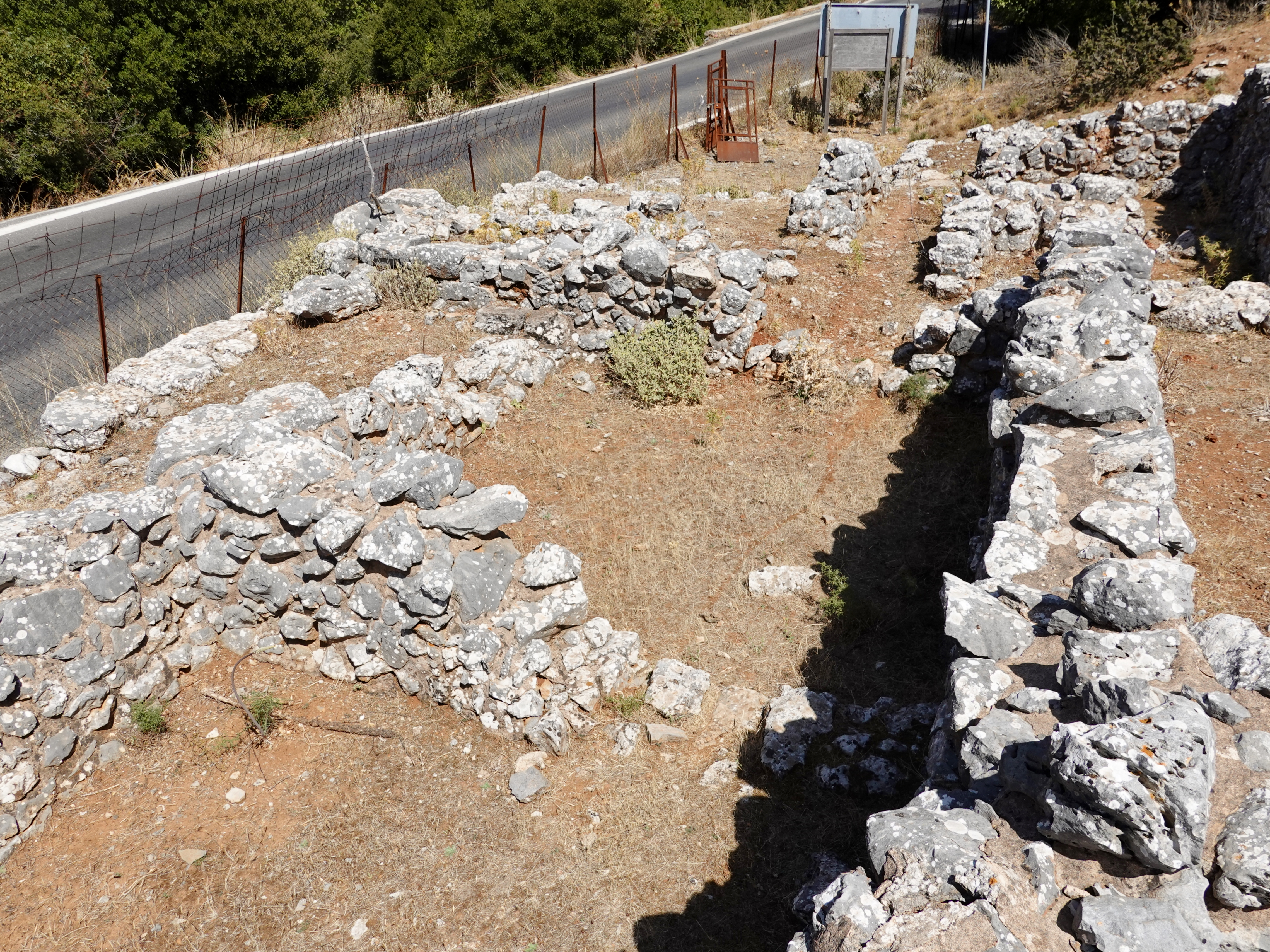
Räume 12 (vorn), 11 und 13

Westlich des Korridors 5 schließen sich die Räume 11, 12 und 13 an. Die Ausgräber gingen davon aus, dass die Räume 11 und 12 Abstellräume und der nördlich anschließende Raum 13 eine Veranda waren. In Raum 11, dem niedrigsten Raum der „Villa“, ist die Südwand bis auf eine Höhe von 2,4 Meter erhalten. Die unterste Bodenschicht des Raumes bestand aus Holzkohle und dunkler Erde, die Stücke von Bronzeplatten und einige Nägel enthielt. In dem nachträglich vertieften Raum standen drei Pithoi in unterschiedlicher Höhe. Raum 12 enthielt elf Pithoi entlang der Wände. Sie standen aufrecht, wurden aber beim Einsturz des Gebäudes durch den Brand und durch Erde in viele Stücke zerdrückt.
Von den nördlichen Räumen der „Villa“ gab es keinen Durchgang zu den südlichen. An der Südseite des Gebäudes führte außen ein gepflasterter Weg vom Haupteingang in der Mitte des südlichen Teils der „Villa“ zu einem südöstlichen Nebeneingang. Am mittigen Haupteingang ist eine große, unregelmäßig geformte Kalksteinschwelle erhalten. Sowohl der Haupt- wie der Nebeneingang an der Südseite führten zu einem langen, schmalen Korridor, die Räume 14a im Westen und 14b im Osten. In dem Korridor fanden sich zerkleinerte Stücke eines fein gearbeiteten Pithos und zwei neolithische Äxte.

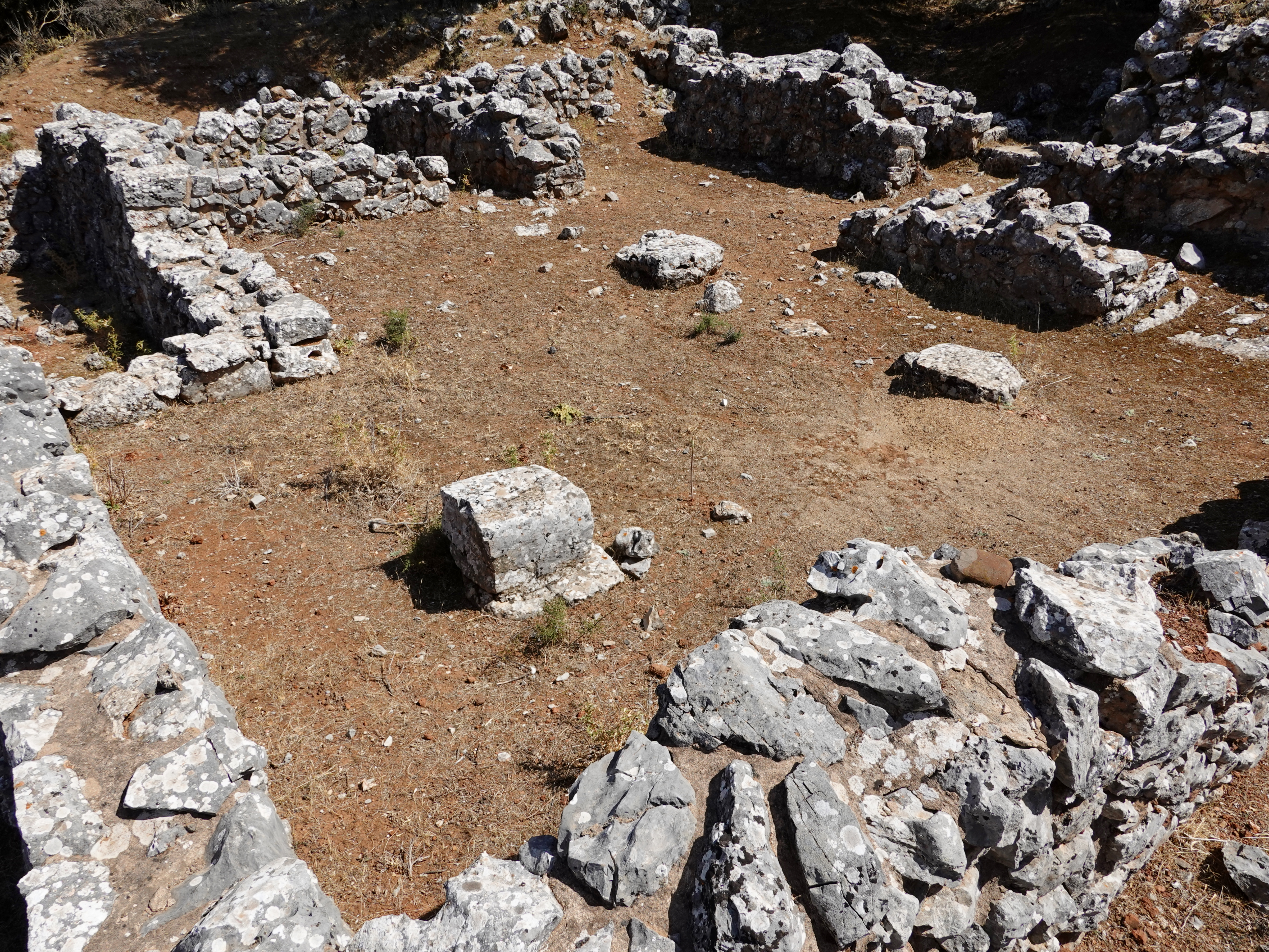
Raum 17 mit Pfeilerbasen

Nach dem Durchqueren des Korridors 14 aus Richtung des südlichen Haupteingangs erreicht man den nördlich anschließenden Raum 15. In ihm sind drei Pfeilerbasen im Boden erkennbar. Dort wo ein vierter Pfeiler anzunehmen wäre, ragen die Wände des nordöstlichen Raumes 9 in Raum 15 hinein. Die Maße der Pfeiler waren unregelmäßig, sie scheinen aus verputzten Steinen und Kieseln bestanden zu haben. Verschiedene Archäologen vermuten, dass es sich bei Raum 15 um einen Innenhof oder eine Halle gehandelt habe. Der natürliche Fels ragt in den Nordteil des Raumes hinein und war dort mit einer dicken Schicht schwarzen Bodens bedeckt, verursacht durch die Zersetzung organischer Stoffe und versetzt mit kleinen Stücken Holzkohle, Tierknochen sowie Scherben von Gefäßen. Das deutet darauf hin, dass sich hier ein Herd befand. In anderen Teilen des Raumes wurden weitere Keramikscherben und eine neolithische Axt gefunden.
Östlich von Raum 15 befinden sich die Räume 17 und der zu Raum 15 offene Raum 16. In Raum 17 wurde eine Tonpyxis gefunden. Westlich von Raum 15 schließen sich die Räume 18 und 19 an, letzterer mit einer Verbindung zum südlichen Korridor 14a. Die Ausgräber betrachteten diese Räume als Küchenbereich. Sie enthielten kleine Pithoi, Raum 19 einen Stößel, einen Mühlstein und einen Schleifstein. An der südwestlichen Ecke der „Villa“ befand sich mit Raum 20 ein Nebengebäude ohne sichtbare Zugangsmöglichkeiten im Erdgeschoss.

Räume der „Villa“
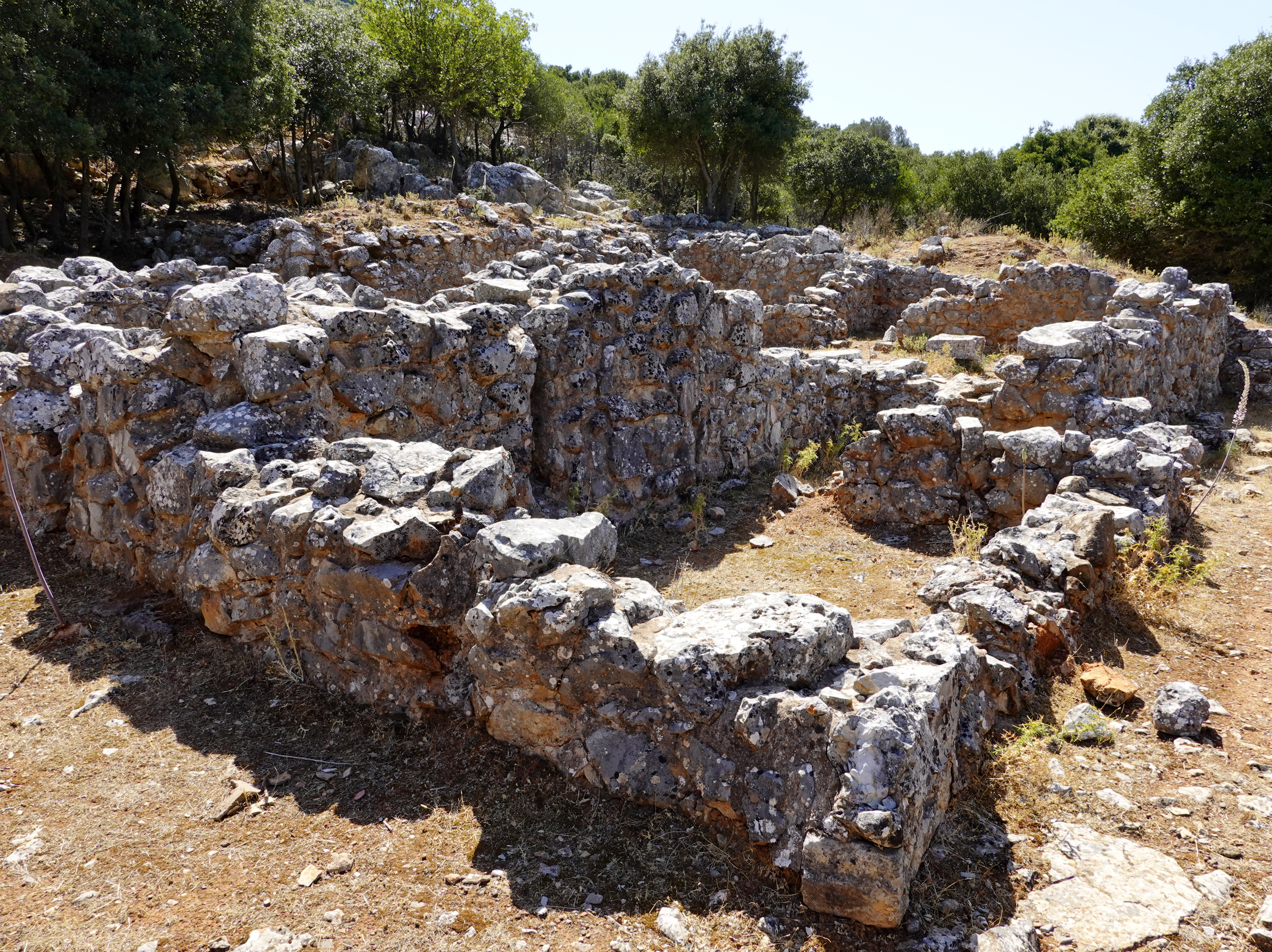
Raum 10
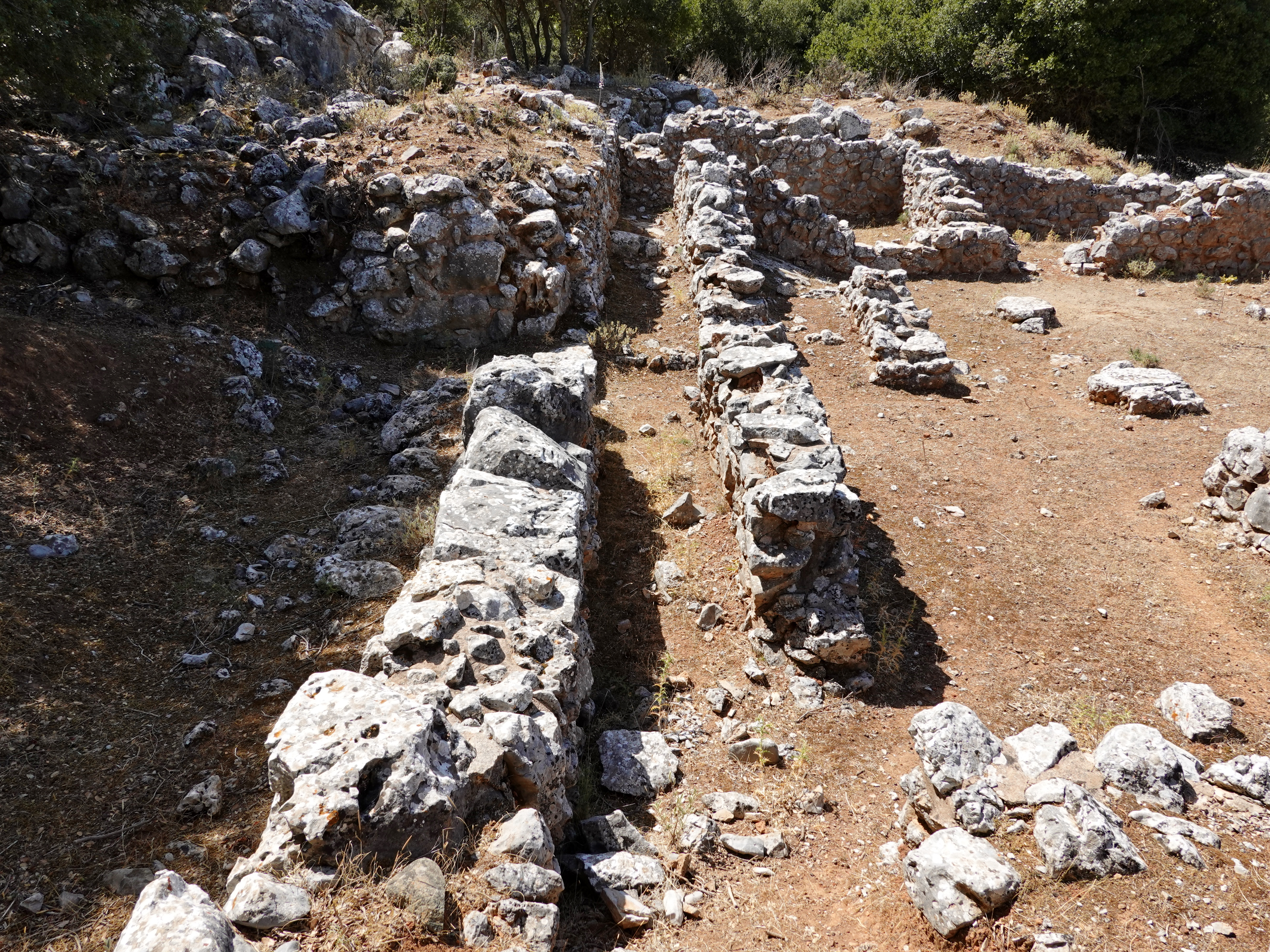
Korridor 14
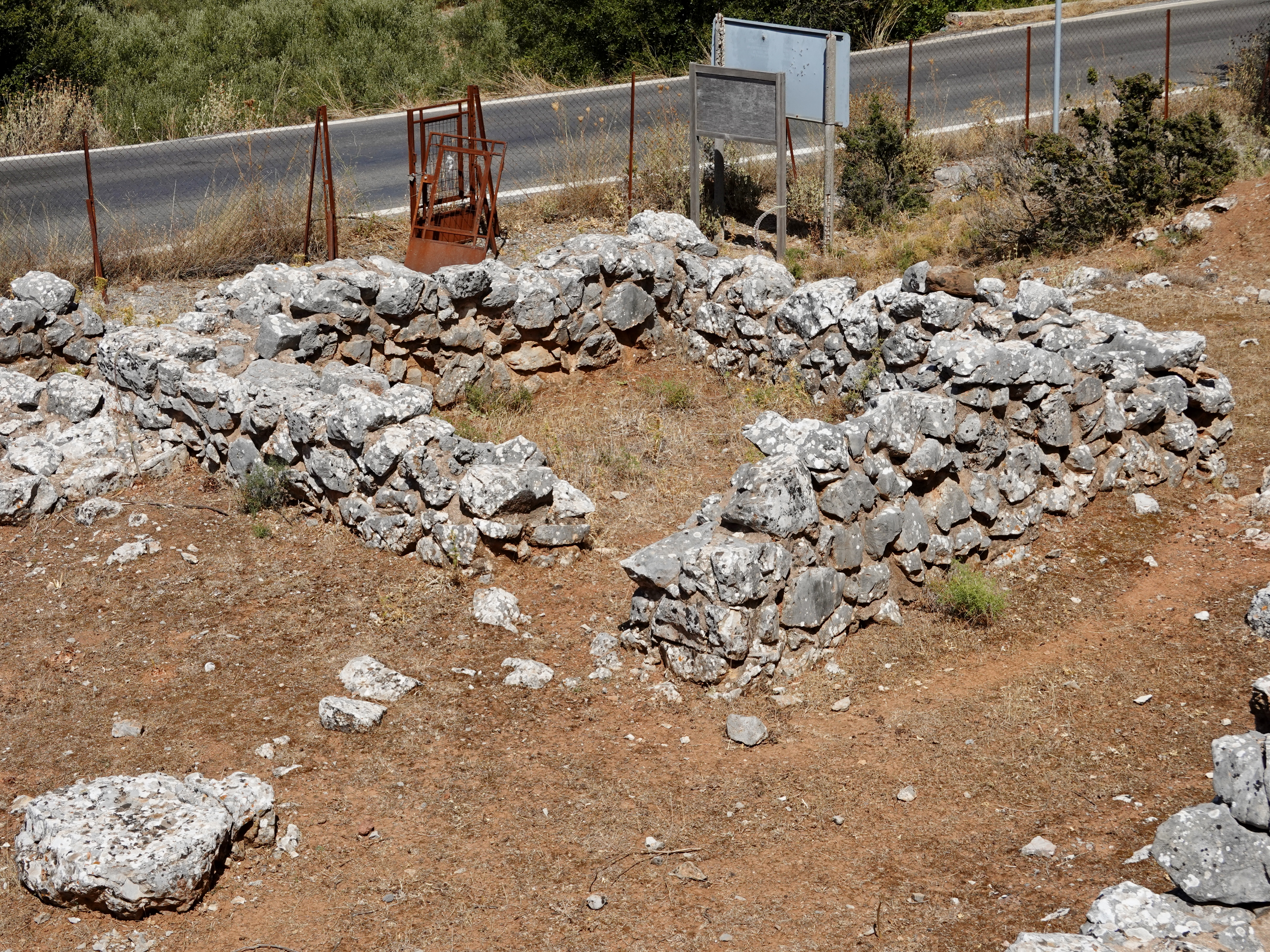
Raum 17
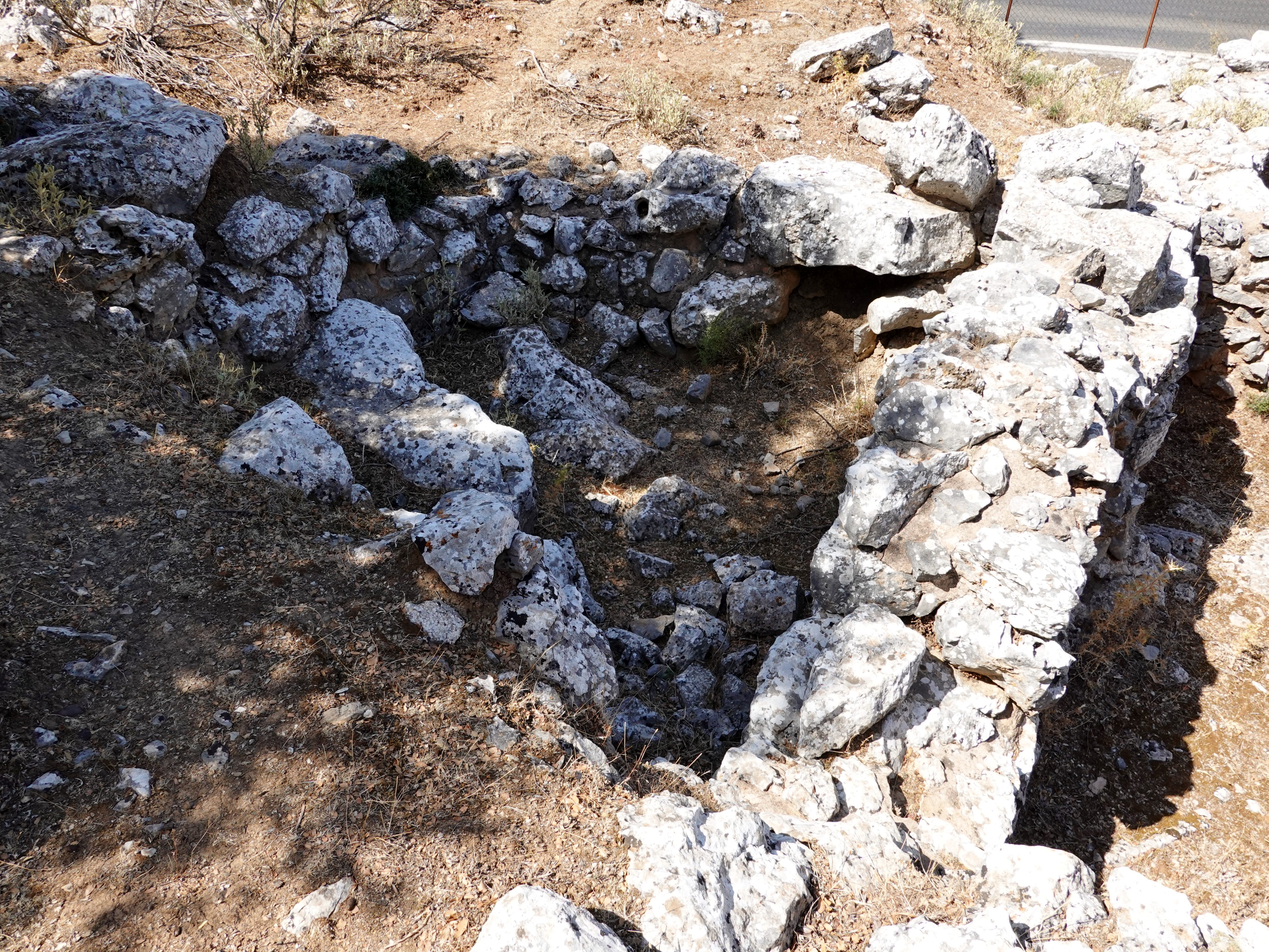
Raum 20